# 松平康隆
松平 康隆（まつだいら やすたか、1930年1月22日 - 2011年12月31日）は、日本のバレーボール全日本選手、バレーボール全日本男子代表監督、日本バレーボール協会名誉顧問、アジアバレーボール連盟終身名誉会長、国際バレーボール連盟名誉副会長、日本オリンピック委員会名誉委員。位階は正五位。2008年3月から“心の東京革命”推進協議会（東京都青少年育成協会）会長を務めた。

## 来歴
1930年（昭和5年）1月22日、東京府東京市荏原区（現・東京都品川区） 出身。松平は旧加賀藩士で家老職をつとめ、幕末には数年間小松城代をつとめた松平大弐家の血を引く家系であった。
東京府立第二十二中学校から東京都立城南高等学校（現・東京都立六本木高等学校）に改称した時の城南一期生で、この時の同級生であり親交の深かった友人が大平透（声優・ナレーター）であった。
1947年、慶應義塾大学法学部政治学科に入学する。バレーボール部の主将として、1951年には全日本9人制選手権大会で優勝、天皇杯を獲得した（学生チームとして戦後初）。
1952年、慶大を卒業（学位は法学士）し、日本鋼管（現・JFEホールディングス）に入社、バレーボール部では選手や監督兼主将として活躍する（ポジションは守備の要・バックセンター）。1954年には、9人制の選手として全日本入りした。
1961年、現役を引退し、6人制バレーを学ぶためにソ連に留学する（日ソ「スポーツ交流協定」の第1号として文部省からの派遣）。帰国後、全日本男子チームのコーチを経て、1965年に同監督に就任した。
1968年の第19回夏季オリンピックメキシコ大会で銀メダル、1972年の第20回夏季オリンピックミュンヘン大会では準決勝での大逆転を経て金メダルへと導いた。監督退任後もしばらくは日本鋼管に籍を置いたまま、協会の役職を兼務していた。
1979年、日本バレーボール協会専務理事に就任し、1980年モスクワオリンピック世界最終予選では総監督を務めた。同年、アジアバレーボール連盟会長に就任。
1989年 - 1995年12月まで、日本バレーボール協会会長を務める。会長としては将来のプロ化を前提としたVリーグの発足や国際大会の日本での固定開催の実現、ジャニーズ事務所のアイドルに大会のイメージキャラクターを務めさせるなど若者層への普及にも力を入れた。会長退任後は解説者を務め、鬼監督で鳴らした往年と異なり、端正な風貌とソフトな語り口で人気を集めた。
1998年には、日本人で初めてバレーボール殿堂入りを果たした。その後、日本オリンピック委員会（JOC）副会長兼理事や国際バレーボール連盟（FIVB）第一副会長等を務め、JOCでは会長候補でもあった。
全日本監督退任後、日本協会の職務と並行してブラジルやアルゼンチンなど南米諸国に赴いて現地でバレーボールの指導を行ったが、皮肉にも日本人よりも体格や瞬発力に勝る南米諸国が技術を吸収し国際舞台に台頭してくると、日本チームが国際舞台で苦戦を強いられ国際大会などで勝てなくなって行くことに繋がった。
2000年3月、日本鋼管を退社した。
2001年、日本バレーボール協会に復帰し、名誉会長に就任、2011年2月、名誉顧問に就任した。
2011年12月31日午後0時21分、肺気腫のため都内の病院にて死去。81歳没。没後に正五位に叙された。墓所は東京都の多磨霊園、石川県金沢市の妙慶寺。

## エピソード
- 東京五輪では全日本のコーチとして出場し銅メダルを獲得した。大会終了後選手村でパジャマ姿で顔を洗っていると、正装した大松博文と出会った。「大松さん、いい格好しちゃってどこへ行くの」と聞いたら「祝賀会だ」と答えたので、女子チームの祝賀会だと思い「おめでとうございます」といって送り出した。それから1時間ほどして日本バレーボール協会の当時の西川政一会長から電話があり「松平君、君ね、祝勝会をボイコットするなんて、ひがむのもいいかげんにしろ。祝勝会に男子バレーが来ないんで、みんなカンカンに怒ってるんだ」と怒られた。その後、事務方の手違いで本来、協会主催の祝賀会に男子も呼ぶ予定であったが、男子には連絡が行っていなかったことが分かった[11]。
- 1966年、当時小学校5年生だった一人息子を不慮の事故で亡くした。日本鋼管の市場調査課の係長で36歳の働き盛りだった松平は、それまで仕事とバレーボールを半々でやってきたが、ベッドに横たわる息子を見て「いま元気でもあしたはどうなっているか分からない。それなら自分の人生が満足だったと思えるものにしたい。」とバレーに賭ける決意をした[12]。五輪ではそのことについて一言も報道陣や選手に触れさせず、優勝後に選手から触れられると号泣した。
- 2000年頃に慢性閉塞性肺疾患（COPD）と診断されたものの、肺機能回復に成功[13]。亡くなる3年前には肺に腫瘍が見つかったが、酸素吸入器を着用しながら、2011年8月のワールドグランプリなど、全日本の試合会場にも足を運んでいた[14]。12月28日に肺炎で入院、容体が急変し31日に死去した。松平の遺志による「正月の忙しい時」という周囲への配慮から、近親者のみの葬儀・告別式となった。訃報が日本バレーボール協会やミュンヘン五輪メンバーに届いたのも、年明け1月4日の夜だった[7]。
- 前述のように当初はVリーグはプロ化を目標として立ち上げたものであったが企業の反対等で頓挫し、自らも晩年は松下電器バレーボール部の記念冊子の中で「プロスポーツの選手は目先の金にとらわれすぎている。我々の頃は金のためではなく国のためにやろうという気があった。」とアマチュアリズムを賛美するコメントを寄せている。

## アイデア・プロデュース
練習内容
- 現在、世界各国で使われている速攻、移動、時間差などといったバレーボールの攻撃システムの基礎を築き上げ、バレーボールの近代化と普及発展にも貢献した。
- ミュンヘン五輪の全日本男子チームに対して、倒立（逆立ち）で9メートル以上歩けるようにさせる練習をした。松平は「逆立ちで9メートル以上歩けるようにならなければ、オリンピックに行かせない。」と言ったが、大古はなかなかできず、苦労した。トレーナーの斎藤勝らと共に編み出した練習方法の数々[15] を含めて「松平サーカス」とも呼ばれた[16]。
- 全日本男子代表チームを鍛えるために、海外遠征も積極的に行った。1968年8月20日に起きたワルシャワ条約機構軍のチェコスロバキア侵攻の際には、全日本男子代表チームがチェコスロバキア遠征中であり、宿泊先のプラハ市内のホテルからソビエト連邦の戦車が走る場面を目撃したことを後年、テレビ番組で語っている。
- 1970年代当時、スウェーデンやフィンランド等、当時の日本とレベルが下がる北欧諸国に遠征したが、その目的は『“鉄のカーテン”に阻まれ、情報を容易に入手出来なかった最大のライバル国・ソビエト連邦代表の動向を探るためであった』ことを松平は明かしている[17]。
- 1971年には、対戦経験のなかったバレーボール東ドイツ代表を日本へ招聘して親善試合をするために、東ドイツ工芸品展覧会とのタイアップを企画[18]。その当時、日本と東ドイツとの間には国交がなかったことから佐藤榮作政権で当時外務大臣を務めていた愛知揆一に直談判して、東ドイツ代表チーム（DDR・ライプツィヒ選抜軍）の来日を実現させた[19][20]。これがきっかけとなり、日本と東ドイツとの間に国交が樹立されることともなった。

PR活動
- 松平は、チームが勝つだけでは自己満足で意味がないと考え共感を持ってくれる人を社会に増やすことにも重きを置き、PR活動にも尽力した[21]。その行動から「スポーツ界のアイディアマン」とも呼ばれた[22]。
- ミュンヘン五輪の全日本男子チームを盛り上げるために『アニメドキュメント ミュンヘンへの道』という男子バレー選手が登場するテレビ番組を企画し、監修を行った[23]。
- また、松平は男子バレーボールの人気獲得のために10-20代の女性をターゲットとした。背が高くスタイルの良いバレー選手は女性の関心を集めるだろうと考え、少女雑誌を中心に男子バレーを紹介した。やがて試合会場は女性達の声援で満たされるようになった。バレーのファンを増やすために、積極的にバレーの練習を一般公開した。
- 話題づくりのために、選手に対して以下のようなユニークなキャッチフレーズもつけた。

中村祐造 - 「ガッツ祐造」「チームを世界一に引っ張っていく機関車」「率先垂範のキャプテン」
猫田勝敏 - 「世界一のセッター」「日本オーケストラの指揮者」
森田淳悟 - 「フジヤマ・ブロック」
大古誠司 - 「世界の大砲」（「世界一の大砲」）
- 選手のキャッチフレーズ以外の命名もあった。

ミラクル東亜（東亜学園）
スーパーエース
その他
ソフトバレーボールの小学校教材化の実現推進や、小学生バレーボールにおける「フリーポジション制」という特別ルール（ライオンカップ第12回大会から導入）の提唱を行った。
リベロ制度も、松平とルーベン・アコスタが考案した制度だという。
また、自らの名前が冠になった（唯一の）大会「松平CUP中学選抜バレーボール大会」が、毎年開催されている（主催：松平CUP実行委員会、後援：学校法人駿台学園ほか）。

## 賞詞

### 栄典等
- 1988年 - 藍綬褒章
- 1990年 - マルチネス・デ・バルバドス勲章（キューバ共和国）
- 2004年 - 旭日中綬章[30]
- 2011年 - 正五位（没後追叙）

### 表彰等
- 1982年 - 国際バレーボール連盟 功労賞
- 1995年 - 国際オリンピック委員会（IOC）オリンピックオーダー 銀賞
- 1998年 - バレーボール殿堂入り
- 1998年 - 国際バレーボール連盟 特別功労賞
- 1999年 - 世界有識者スポーツ人の殿堂入り
- 1999年 - 国際バレーボール連盟 グランド・クロス（最高勲章）
- 2000年 - 国際バレーボール連盟 20世紀男子ベストコーチ賞
- 2003年 - アメリカマサチューセッツ州ホリヨーク市名誉市民
- 2007年 - 東京都名誉都民

## 出演番組
民放テレビ局での報道番組
- FNNニュースレポート6:00（フジテレビ、1978年10月 - 1979年9月、スポーツキャスター）

公共放送での報道・情報番組・ラジオ番組
- 『世界のマーチ』 （行進曲を取り上げたラジオ番組）　-　ディスクジョッキーとして出演（TBSラジオ、1970年代、スポンサーが日本鋼管だった。但し後期はNKKが降板し別スポンサー）。
- 『600 こちら情報部』　-　金曜日放送の「なんでも相談」にて、スポーツに関する質問の解説を担当（NHK総合）。
- 解説者時代には、日本バレーボールリーグやワールドカップ、春の高校バレーなどの試合中継で解説を務めていたが、公職を退いた晩年は日本テレビ系列で放送されるグラチャンバレー（五輪年の翌年秋）の日本戦のみに留まっていた。

その他
- 『ヒーローが見た夢』#12[31]・#78[32]（日本テレビ、2008年6月20日・2009年9月25日）
- 『堂々現役～巨匠からのメッセージ』[33]（BSフジ、2008年7月20日　※追悼特別番組として2012年1月7日に再放送）

亡くなる2011年まで、フジテレビの番組審議委員会の副委員長も務めていた。

## 著書
- 『負けてたまるか』（1972年、柴田書店）
- 『ミュンヘンの12人 - 日本男子バレー・勝利への記録』（1972年、柴田書店）
- 『わが愛と非情』（1972年、講談社）
- 『バレーボールのコーチング』（1974年、大修館書店）
- 『負け犬になるな - 私をささえた忘れ得ぬ言葉』（1977年、PHP研究所）
- 『ザ・バレーボール - コートからの熱いメッセージ』（1984年、新潮社）
- 『ぼくのウルトラかあさん (のびのび人生論)』（1989年、ポプラ社）